# 이 용사가 ZZANG센 주제에 너무 신중하다
《이 용사가 ZZANG센 주제에 너무 신중하다》(일본어: この勇者が俺TUEEEくせに慎重すぎる)은 츠치히 라이토가 원작한 일본의 라이트 노벨이다. 일러스트는 토요타 사오리. 2016년 6월 4일부터 KADOKAWA의 웹 소설 사이트 「카쿠야무」에서 발간 개시해, 카도카와 북스에서 서적화됐다.